# Cupaniopsis tontoutensis
Cupaniopsis tontoutensis là một loài thực vật có hoa trong họ Bồ hòn. Loài này được Guillaumin mô tả khoa học đầu tiên năm 1953.